# Lymantria inordinata
Lymantria inordinata este o specie de molii din genul Lymantria, familia Lymantriidae, descrisă de Walker 1865 Conform Catalogue of Life specia Lymantria inordinata nu are subspecii cunoscute.